# Izaak Jakubowicz
Izaak Jakubowicz, właściwie Ajzyk Jekeles (zm. 1653 na Kazimierzu) – żydowski bankier, kupiec, przewodniczący kazimierskiej gminy żydowskiej. W 1638 roku ufundował największą i najbogatszą krakowską synagogę, którą później nazwano jego imieniem.
Izaak Jakubowicz został pochowany na cmentarzu Remuh przy ulicy Szerokiej, gdzie do dziś zachował się jego nagrobek. W pobliżu znajduje się drugi nagrobek poświęcony Izaakowi Jakubowiczowi zbudowany po 1945 r., gdy wydawało się, że oryginalny bezpowrotnie zaginął.